# Быково (Вятское сельское поселение)
Быково — деревня в Пестовском муниципальном районе Новгородской области. Входит в состав Вятского сельского поселения. Согласно всероссийской переписи населения 2010 года постоянного населения деревня не имеет.
Площадь территории деревни — 7,2 га. Быково находится на высоте 153 м над уровнем моря, в 1 км к западу от деревни Алексеиха и в 1 км к северу от административной границы Новгородской и Тверской областей.

## История
В списке населённых мест Устюженского уезда Новгородской губернии за 1909 год деревня Быково указана как относящаяся к Барсанихской волости (2-го стана, 4-го земельного участка). Население деревни Быково, что была тогда на земле Быковского сельского общества — 124 жителя: мужчин — 56, женщин — 68, число жилых строений — 28; тогда в деревне была мелочная лавка и имелся хлебозапасный магазин. Затем с 10 июня 1918 года до 31 июля 1927 года в составе Устюженского уезда Череповецкой губернии, затем в Пестовском районе Череповецкого округа Ленинградской области. В 1928 году население деревни Быково Гуськовского сельсовета — 91 человек. По постановлению ЦИК и СНК СССР от 23 июля 1930 года Череповецкий округ был упразднён, а район перешёл в прямое подчинение Леноблисполкому. По Указу Президиума Верховного Совета СССР от 5 июля 1944 года Пестовский район был передан из Ленинградской области во вновь образованную Новгородскую область. Во время неудавшейся всесоюзной реформы по делению на сельские и промышленные районы и парторганизации, в соответствии с решениями ноябрьского (1962 года) пленума ЦК КПСС «о перестройке партийного руководства народным хозяйством» с 10 декабря 1962 года был образован, в числе прочих, крупный Пестовский сельский район на территории Дрегельского, Пестовского и Хвойнинского районов. Сельсовет и деревня вошли в состав этого района, а 1 февраля 1963 года административный Пестовский район в числе прочих был упразднён. Пленум ЦК КПСС, состоявшийся 16 ноября 1964 года восстановил прежний принцип партийного руководства народным хозяйством, после чего Указом Верховного Совета РСФСР от 12 января 1965 года сельские районы были преобразованы вновь в административные районы и решением Новгородского облисполкома № 6 от 14 января 1965 года сельсовет и деревня вновь в составе Пестовского района. Решением Новгородского облисполкома № 108 от 9 марта 1971 года центр Гуськовского сельсовета был перенесён из деревни Гуськи в Вятку, а Решением Новгородского облисполкома № 187 от 5 мая 1978 года Гуськовский сельсовет был переименован в Вятский сельсовет.
С принятием Российского закона от 6 июля 1991 года «О местном самоуправлении в РСФСР» и Указом Президента РФ № 1617 от 9 октября 1993 года «О реформе представительных органов власти и органов местного самоуправления в Российской Федерации» деятельность Вятского сельского Совета была досрочно прекращена. Позднее была образована образована Администрация Вятского сельсовета (Вятская сельская администрация). По результатам муниципальной реформы, с 2005 года деревня входит в состав муниципального образования — Вятское сельское поселение Пестовского муниципального района (местное самоуправление), по административно-территориальному устройству подчинена администрации Вятского сельского поселения Пестовского района. В 2012 году Новгородская областная дума (постановлением № 50-5 ОД от 25.01.2012) постановила уведомить Правительство Российской Федерации об упразднении в числе прочих Вятского сельсовета Пестовского района.